# Georg Händel

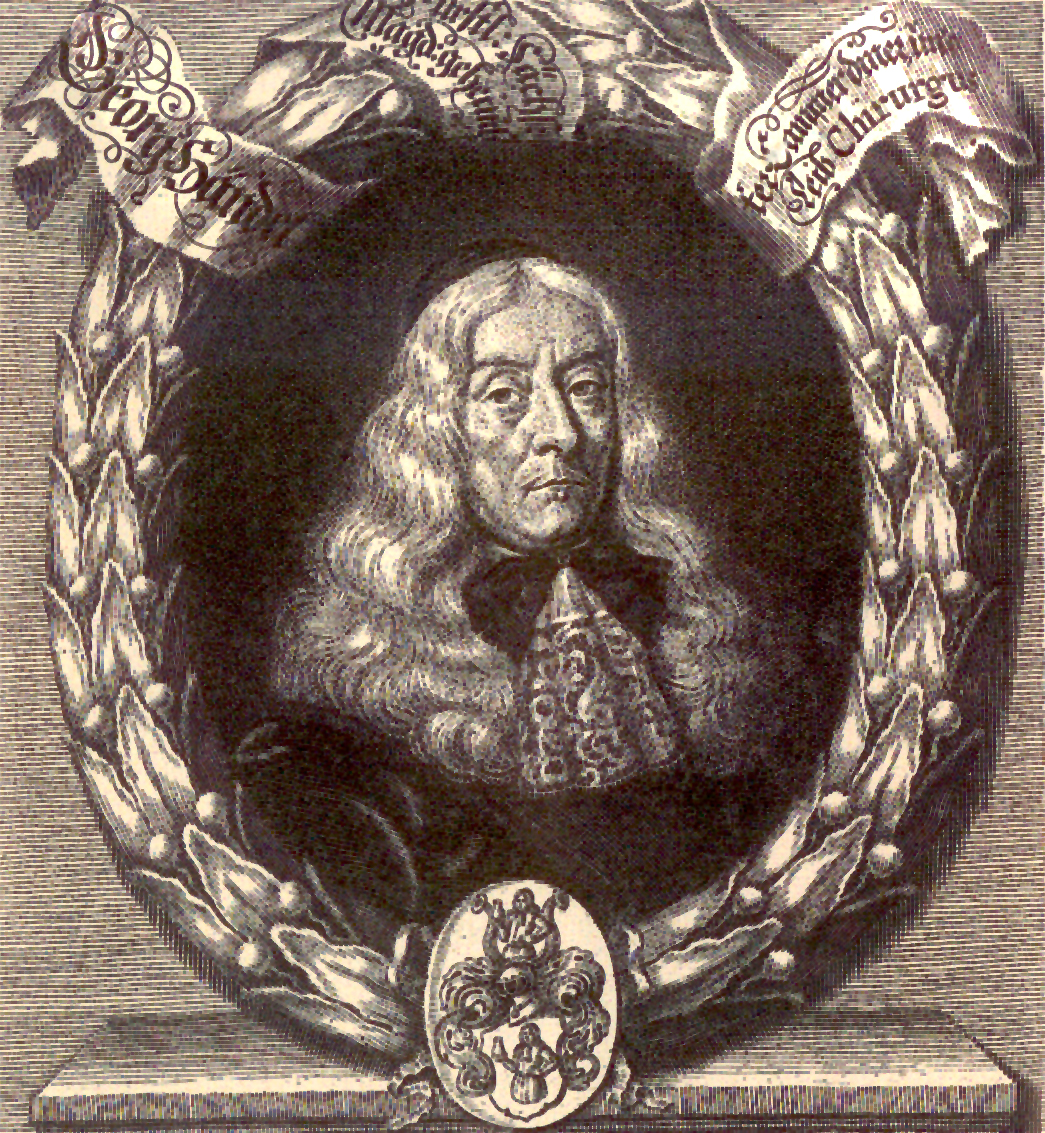
Hofchirurg Georg Händel (1622–1697)

Georg Händel (* 24. September 1622 in Halle (Saale), Erzbistum Magdeburg; † 11. Februar 1697 in Halle (Saale), Herzogtum Magdeburg) war ein bedeutender Hofchirurg und Diener des wettinischen Herzogs Johann Adolf I. im Herzogtum Sachsen-Weißenfels, außerdem Barbier und Wundarzt in der Residenzstadt Halle. Bekannt ist er als Vater des deutsch-britischen Barockkomponisten Georg Friedrich Händel.

## Leben

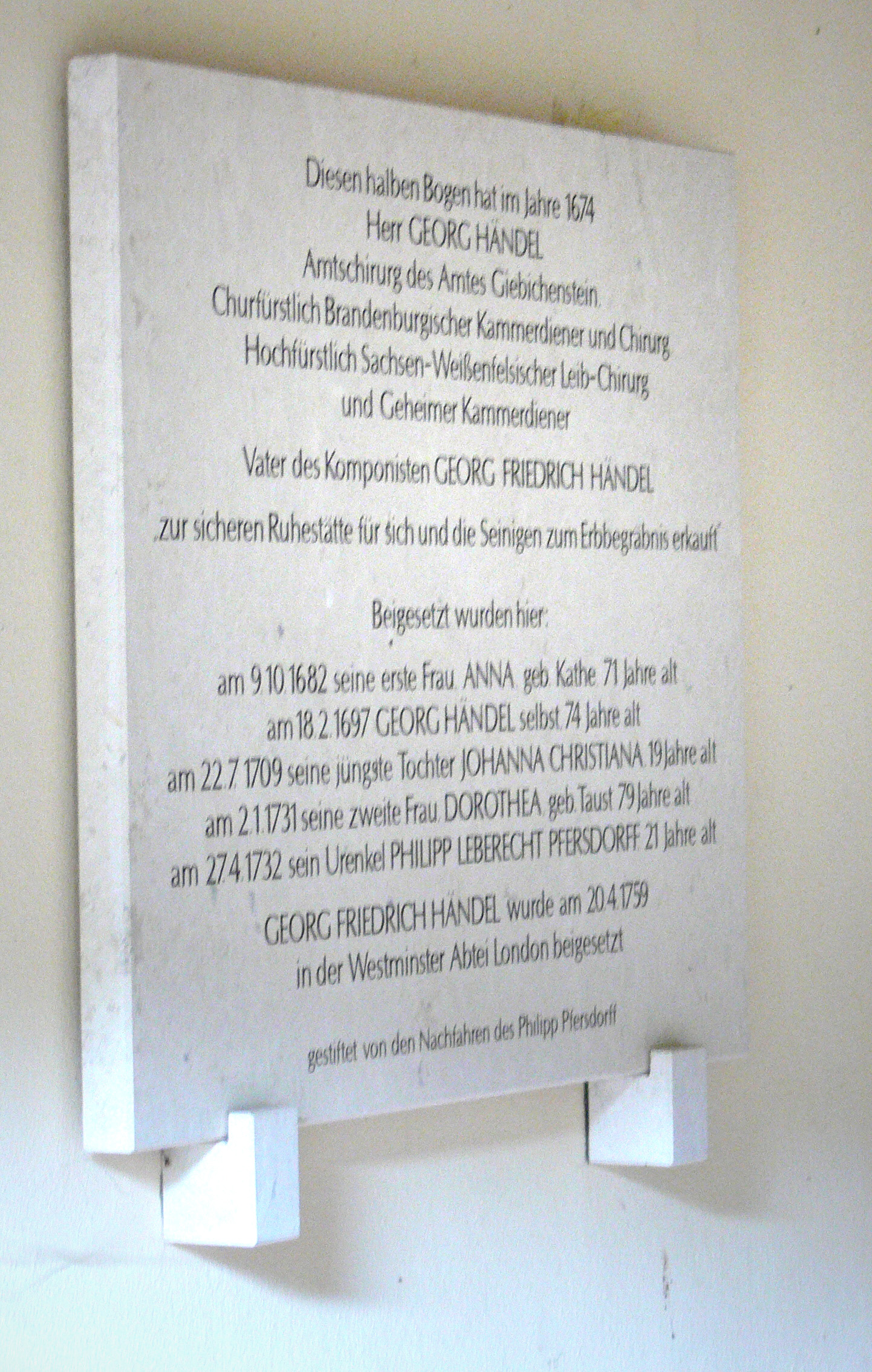
Familiengrab Georg Händel

Georg Händel, Gutedel Jahrgang 2008

Als Sohn des gebürtigen Breslauers und Ratsschmiedemeisters Valentin Händel (1582–1636) und der 1608 in Eisleben geehelichten Anna Beichling wuchs Georg in Halle auf, verlor mit einer Pestepidemie jedoch schon mit 14 Jahren seinen Vater, was für ihn den Abgang vom Gymnasium und die Aufgabe seines Jurastudiums bedeutete. Seine Mutter gewährleistete ihm daraufhin die Ausbildung zum Wundarzt. Im Jahre 1643 heiratete er die um 11 Jahre ältere Anna Kathe, mit der er eine harmonische Ehe führte. Sie schenkte ihm sechs Kinder, von denen fünf das Erwachsenenalter erreichten.
Am 30. Juni 1666 erwarb Georg Händel für 1310 Gulden das Haus zum Gelben Hirschen mit Weinschankprivileg, in dem 19 Jahre später Sohn Georg Friedrich zur Welt kommen sollte. 1681–1683 wurde Halle erneut von einer großen Pestepidemie befallen, mit der die Hälfte der halleschen Stadtbevölkerung zu Tode kam. Georg, der als Wundarzt viele von der Stadtbevölkerung hatte retten können, verlor im Jahr 1682 dabei selbst seine Frau Anna sowie seinen 1645 geborenen Sohn Gottfried Händel, Stadtphysicus der nahegelegenen Stadt Barby.
Als Giebichensteiner Amts- und Leibchirurg lernte er später über Pfarrer Georg Taust (1606–1685) (St.-Bartholomäus-Kirche Giebichenstein) dessen zweite Tochter Dorothea Taust (1651–1730), eine Urenkelin des Theologen und Gelehrten Johannes Olearius, kennen und ließ sich durch ihn in St. Bartholomäus am 23. April 1683 ein zweites Mal trauen. Nach einer Totgeburt 1684 schenkte sie ihm am 23. Februar 1685 seinen Sohn Georg Friedrich. Das frühe Talent der Musik unterstützte Vater Georg Händel nur mit größtem Widerwillen, da er ihm mit einem Jura-Studium an der Halleschen Universität ein sicheres und wohlhabenderes Leben ermöglichen wollte, das er selbst nie genießen durfte. Auf Nachdruck seines herzöglichen Dienstherrn auf Schloss Neu-Augustusburg Weißenfels blieb ihm nichts anderes übrig, und er finanzierte seinem Sohn bei Friedrich Wilhelm Zachow die regional bestmögliche musikalische Grundbildung. Wissenschaftler diskutieren bis heute, wie das Vater-Sohn-Verhältnis historisch beurteilt werden kann, da Georg als Hofchirurg stets auf Reisen war und bereits zwölf Jahre nach der Geburt seines musikalischen Sohnes verstarb.
Aus der Ehe mit Dorothea Händel gingen noch zwei weitere Kinder hervor: Dorothea Sophia Händel (1687–1718) war ab 1708 mit dem Juristen und Kriegsrat Johann Dietrich Michaelsen (1680–1748) verheiratet und gebar ihm fünf Kinder, darunter Johanna Friederike Michaelsen (1711–1771), die mit Jurist Johann Ernst von Flörcke (1695–1762) verheiratet war, und Johanna Christiana Händel (1690–1709).
Georg Händel ruht auf dem Stadtgottesacker im Schwibbogen 60, den er 1674 als Familiengrab hatte einrichten lassen. Seine Frau Anna wurde 1682 als erste dort beerdigt. Er selbst folgte ihr dorthin 1697, und 1709 seine jüngste Tochter Johanna Christiana Händel. Seine zweite Frau und Mutter seiner Kinder, Dorothea Händel, wurde dort 1731 beigesetzt. Als letztes Familienmitglied folgte sein Urenkel Philipp Leberecht Pfersdorf – Enkel seiner letzten Tochter aus erster Ehe, Sophia Rosina Händel (1652–1728) – nach seinem Tod im Alter von 20 Jahren am 24. April 1732. Georg Friedrich Händel wurde hingegen gemäß Verfügung in seinem Testament in der Poets’ Corner der Westminster Abbey in London beigesetzt.

## Weinberg Georg Händels
Im Jahr 1993 entdeckte Ahnenforscher Bernd Hofestädt ein Gebiet ca. 15 km von Halle entfernt in der Flur Pohlingen bei Müllerdorf (Ausläufer des sich an Langenbogen vorbei bis Köllme erstreckenden Nordostendes des Salzigen Sees) direkt an der Weinstraße Mansfelder Seen, auf dem auch Georg Händel bis 1649 irgendwo einen eigenen Weinberg bewirtschaftete. Den Wein verkaufte er im Weinkeller des Händel-Hauses (Zum Gelben Hirschen). Das Gebiet umfasst 9.908 Quadratmeter und ist Teil eines sensiblen Naturschutzgebietes.
Seit 1999 werden mit Einverständnis der Oberen Naturschutzbehörde am Regierungspräsidium Halle 400 Quadratmeter des Weinbergs durch die Winzerfamilie Sommerfeld wieder bewirtschaftet. Der Gutedel wird unter dem Namen Georg Händel seit 2001 jährlich zu den Halleschen Händel-Festspielen an die mitwirkenden Künstler und Schirmherren der Festspiele ausgeschenkt. Zudem werden jedes Jahr einige Flaschen des Weins im Bremer Ratskeller archiviert und ab 2009 auch im ehemaligen Weinkeller der Familie Händel, der lange verschüttet war.